# Jozef Israëls
Jozef Israëls (Groningen, 27 de gener de 1824 - La Haia, 12 d'agost de 1911) va ser un pintor neerlandès d'origen jueu. Va ser un dels millors pintors de l'Escola de la Haia. També va ser escriptor i feia aiguaforts i litografies.
Des dels onze anys, Israëls va rebre cursos del pintor de paisatges J. Bruggink, associat a l'Acadèmia Minerva de Groningen. L'any 1836 va rebre cursos de J. J. G. van Wicheren i l'any 1838 de C. B. Buys. Només tenia divuit anys quan va rebre cursos de Jan Adam Kruseman i Jan Willem Pieneman. Va continuar vivint-hi fins a l'any 1871. Després va treballar a la Haia.
Des de l'any 1845 fins a l'any 1847 va viure a París. Al taller del francès François-Édouard Picot va aprendre la pintura romàntica històrica. Louis Gaillait i el franco-neerlandès Ary Scheffer el van orientar també cap al Romanticisme. Quan estudiava a l'École Nationale Supérieure des Beaux-Arts, Horace Vernet, Paul Delaroche i J. J. Pradier van influenciar la seva obra. També hi va trobar-se amb Johan Jongkind i els pintors de Barbizon.